# Torneo de Shenzhen 2016
El Shenzhen Open 2016 es un torneo de tenis jugado en canchas duras . Es la 3ª edición del Shenzhen Open, y forma parte de la ATP World Tour 250 series del 2016. Se llevará a cabo en el Shenzhen Longgang Tennis Centre de Shenzhen, China, del 26 de septiembre al 2 de octubre de 2016.

## Cabeza de serie

### Individual
| Tenista          | Ranking | Preclasificada |
| Tomáš Berdych    | 9       | 1              |
| David Goffin     | 14      | 2              |
| Richard Gasquet  | 17      | 3              |
| Bernard Tomic    | 22      | 4              |
| Alexander Zverev | 27      | 5              |
| Benoît Paire     | 38      | 6              |
| Fabio Fognini    | 43      | 7              |
| Jiří Veselý      | 51      | 8              |

- El Ranking es de 19 de septiembre de 2016.

### Dobles
| Tenista                      | Ranking | Preclasificada |
| Treat Huey Max Mirnyi        | 41      | 1              |
| Oliver Marach Fabrice Martin | 67      | 2              |
| Mate Pavić Michael Venus     | 75      | 3              |
| Chris Guccione André Sá      | 88      | 4              |

## Campeones

### Individual Masculino
Tomáš Berdych venció a  Richard Gasquet por 7-6(5), 6-7(2), 6-3

### Dobles Masculino
Fabio Fognini /  Robert Lindstedt vencieron a  Oliver Marach /  Fabrice Martin por 7-6(4), 6-3